# Групова збагачувальна фабрика «Нагольчанська»
Групова збагачувальна фабрика «Нагольчанська» — збагачувальна фабрика в місті Антрацит.

## Характеристика
Проєкт виконано «Дніпродіпрошахтом». Стала до ладу 1984 року з виробничою потужністю 3000 тис. тонн на рік, фактично освоєно 3100 тис. тонн на рік. Фабрика переробляє антрацит за технологією з глибиною збагачення 0 мм і випуском концентрату, розділеного на стандартні товарні сорти: +25; 13—25; 6—13 та 0—6 мм. Збагачення антрациту ведеться двома машинними класами: 13—150 мм — у сепараторах з магнетитовою суспензією, 0,5—13 мм — у відсаджувальних машинах. Після згущення та класифікації шламових продуктів крупнозернистий шлам зневоднюється на стрічкових вакуум-фільтрах, а тонкозернистий — збагачується у флотаційних машинах. Флотоконцентрат після зневоднення в осаджувальних центрифугах разом з крупнозернистим шламом та антрацитом сорту АШ (0—6 мм) висушується у пневмосоплових трубах-сушарках до кондиційної вологи. Споживачем сортового палива є комунально-побутовий сектор, сорту АШ — теплові електростанції.
Місцезнаходження: місто Антрацит, Луганська область, залізнична станція Карахаш.